# Jérôme Giaux
Jérôme Giaux, né le 25 août 1986, est un coureur cycliste belge.

## Palmarès
- 2006[1]
  - 2e du championnat de Belgique sur route espoirs
  - 3e de la Coupe Egide Schoeters
- 2008
  - Mémorial Henri Garnier
- 2010
  - Kortenaken-Stok
  - Liedekerkse Pijl
  - 1re étape du Tour de la province de Luxembourg
  - 1re étape du Tour de la province de Liège
  - Mémorial Gilbert Letêcheur
  - 2e du Circuit de Wallonie
- 2011
  - Challenge de Hesbaye
- 2012
  - 3e étape de l'Arden Challenge
  - 4e étape du Tour Nivernais Morvan
  - Mémorial Henri Garnier
  - 2e étape du Tour de la province de Namur
  - 2e du Grand Prix de la Magne
  - 3e du championnat de Belgique du contre-la-montre élites sans contrat
- 2013
  - 2e du Mémorial Henri Garnier
  - 3e de Bruxelles-Zepperen